# Amalia (película de 1936)
Amalia es una película argentina en blanco y negro dirigida por Luis José Moglia Barth según su propio guion escrito sobre la novela homónima de José Mármol que se estrenó el 8 de julio de 1936 y que tuvo como protagonistas a Herminia Franco, Floren Delbene y Miguel Gómez Bao.

## Sinopsis
El romance entre Amalia Sáenz de Olabarrieta –una viuda residente en Buenos Aires– y Eduardo Belgrano, un joven unitario que es herido al tratar de salir de Buenos Aires para incorporarse a las tropas que luchan contra Rosas. Eduardo es salvado por su amigo Daniel Bello, quien lo conduce a la casa de su prima Amalia. Nace un romance entre Amalia y Eduardo, quienes se casan y deciden partir al exilio, pero en la víspera mueren a manos de la Mazorca.

## Producción
Fue la primera adaptación en el cine sonoro argentino de una novela famosa y también la primera superproducción de Argentina Sono Film. Se filmó en las nuevas galerías que la productora estaba construyendo en la calle Bulnes casi Rivadavia, de Buenos Aires, y los exteriores en la quinta de Pueyrredón, en San Isidro. El filme con un mejor sonido que los anteriores, contratado con RCA Víctor. La música fue un valioso elemento para la ambientación, contando con las composiciones originales de Hans Diernhammer, Enrique Casella y Lobos y la colaboración de Lucila Machuca S. de García, quien ejecuta en clavicordia la pieza Canción de cuna, de su autoría, útil para ambientar una de las tiernas escenas de amor.

## Reparto
- Herminia Franco ... Amalia
- Floren Delbene ...Eduardo Belgrano
- Miguel Gómez Bao...Don Cándido (el maestro de Eduardo y Daniel)
- Ernesto Raquén...Daniel, el primo de Amalia
- Herminia Mancini ...María Josefa Ezcurra
- Nélida Franco ...Florencia
- Luz Barilaro...Madame Dupasquier
- Amanda Santalla...Manuelita Rosas
- Delia Codebó ...Agustina
- Francisco Bastardi ...Marino
- Alfredo Gobbi ...Pedro
- Carlos Perelli ... Juan Manuel de Rosas
- José Ruzzo ...Gaete
- Juan Sarcione ...Camilo
- Marino Seré ...Cuitiño
- Juan Siches de Alarcón
- Antonia Volpe

## Comentario
En su crónica para el diario Crítica, Roland escribió de Moglia Barth a propósito del filme:

"En esta oportunidad sus condiciones se afirman, su habilidad se manifiesta libremente en numerosos detalles de filmación y su planteo y resolución de la intriga lo señalan como uno de los más inteligentes directores de la hora actual entre nosotros... queda (Amalia) como la más depurada expresión de nuestra cinematografía, como el más meritorio esfuerzo de una productora argentina, y como un verdadero acierto directivo de Moglia Barth"